# Circondario di Reutlingen
Il circondario di Reutlingen è uno dei circondari dello stato tedesco del Baden-Württemberg.
Fa parte del distretto governativo di Tubinga.

## Città e comuni
(Abitanti il 31 dicembre 2022)
| Città 1. Bad Urach (12 812) 2. Hayingen (2 215) 3. Metzingen (22 528) 4. Münsingen (14 755) 5. Pfullingen (19 005) 6. Reutlingen (117 547) 7. Trochtelfingen (6 277) | Comuni 1. Dettingen an der Erms (9 977) 2. Engstingen (5 245) 3. Eningen unter Achalm (11 456) 4. Gomadingen (2 300) 5. Grabenstetten (1 727) 6. Grafenberg (2 776) 7. Hohenstein (3 779) 8. Hülben (3 078) 9. Lichtenstein (9 312) 10. Mehrstetten (1 483) 11. Pfronstetten (1 512) 12. Pliezhausen (9 893) 13. Riederich (4 331) 14. Römerstein (4 078) 15. Sonnenbühl (7 106) 16. Sankt Johann (5 271) 17. Walddorfhäslach (5 505) 18. Wannweil (5 405) 19. Zwiefalten (2 323) - Gutsbezirk Münsingen (territorio extracomunale) (0) |